# Nao Hibino
Nao Hibino (日比野 菜緒?, Hibino Nao; Aichi, 28 novembre 1994) è una tennista giapponese.

## Carriera

### 2012 - primi titoli ITF
Nella sua prima stagione da professionista, la giapponese vince l'ITF di Tokyo 10K, battendo in finale Mari Tanaka. Replica la settimana successiva a Mie, dove supera Yurina Koshino nell'ultimo atto. A settembre, vince il terzo titolo ITF stagionale in quel di Kyoto, sconfiggendo Yuuki Tanaka in tre set nella finale.

### 2013
Nella prima parte dell'anno, la giapponese ottiene solo 2 semifinali ITF. Nel secondo spicchio di stagione, Nao raggiunge la semifinale a Winnipeg (ITF 25K) e trionfa a Tsukuba, sconfiggendo la connazionale Erika Sema in finale. Prova le qualificazioni al WTA di Osaka: batte Miyamura (6-4 7-5) prima di cedere a Zarina Dijas per 2-6 1-6.
Termina l'anno tra le prime 300 del mondo.

### 2014
A giugno, Nao ottiene la prima finale ITF stagionale a Fergana, dove cede alla padrona di casa Abduraimova (3-6 4-6). Dopo una semifinale nell'ITF di Sacramanto e un quarto nell'ITF di Lexington, partecipa alle qualificazioni dello US Open, le prime in uno slam: all'esordio elimina Anna Tatishvili (tds nº7) per 4-6 7-5 6-3 mentre, al round successivo, si arrende alla canadese Abanda per 1-6 1-6. Coglie la semifinale nell'ITF di Tsukuba, perdendo da Kai-Chen Chang. In seguito, partecipa a diversi tabelloni cadetti nei tornei WTA: tra Quebeq City, Tokyo e Osaka, la giapponese non riesce a centrare nessun main draw.
Termina l'anno a ridosso della top-200, in posizione numero 207.

### 2015 - primo titolo WTA e approdo in top-100
A febbraio, prova le qualificazioni per il main-draw di Acapulco: cede all'esordio alla connazionale Risa Ozaki. A marzo, coglie la prima semifinale ITF della stagione in quel di Bangkok. Successivamente, raggiunge la finale a Fukuoka, dove si arrende a Kristýna Plíšková in due set. La settimana dopo, vince il primo ITF del suo 2015 in quel di Kurume, battendo Eri Hozumi nell'ultimo atto. In giugno, tenta le qualificazioni a Wimbledon: passa il primo turno contro la giapponese Ayumi Morita (6-1 7-5) prima di essere eliminata al round successivo da Tatišvili (3-6 3-6). A Stockton, Nao vince il secondo ITF della stagione, superando in finale la 1° testa di serie An-Sophie Mestach.
Tra luglio e agosto, trova la semifinale a Sacramento (perdendo da Mestach) e il titolo a Lexington, battendo Samantha Crawford in finale (6-2 6-1). Agli US Open, è 18° testa di serie del tabellone di qualificazione: sconfigge Martincová per 6-3 6-4 e Hozumi con lo score di 6-2 7-5; all'ultimo turno, Nao si arrende a Kateryna Bondarenko, per 1-6 1-6. In seguito, al WTA 125K di Dalian, ottiene l'accesso diretto al suo primo main-draw nel circuito maggiore: arriva subito il primo successo, ai danni della qualificata Chang Liu (1-6 6-4 7-6(7)); al secondo turno, cede a Kai-Chen Chang in due set. Successivamente, gioca anche il suo primo torneo International a Tokyo, grazie a una wild-card: all'esordio, si impone su Hiroko Kuwata per 3-6 6-4 6-4 mentre, nel round successivo, perde dalla terza testa di serie Madison Brengle (1-6 2-6). Prova le qualificazioni per il Toray Pan Pacific Open, dove è testa di serie nº6: elimina Katō e Chang in due set, prima di essere sconfitta da Bondarenko nel turno decisivo.
Alla fine di settembre, prende parte al WTA di Tashkent: al primo turno, Nao batte la wild-card ucraina Anhelina Kalinina per 6-4 6-4. Al secondo, approfitta del walk-over di Aliaksandra Sasnovich, accedendo così al suo primo quarto di finale WTA. Nella circostanza, trova un'altra ucraina, Kateryna Kozlova: Hibino ottiene un comodo successo, maturato per 6-3 6-3. In semifinale, affronta Bojana Jovanovski, vincitrice del torneo nel 2013 e finalista uscente: Hibino continua la sua marcia, battendo la serba per 6-3 6-4 e approdando così alla sua prima finale nel circuito maggiore. Nell'ultimo atto, trova Donna Vekic: Nao vince la partita per 6-2 6-2, laureandosi campionessa e portando a casa il primo titolo WTA. Contemporaneamente, sfonda il muro della top-100, portandosi al nº78 del mondo (best-ranking). Nel finale di stagione, raggiunge una semifinale nel WTA 125K di Hua Hin, perdendo da Naomi Ōsaka. 
Termina l'anno al nº78 del mondo; tuttavia, registra come best-ranking il nº66, ottenuto a fine novembre.

### 2016 - Best ranking e 2° finale WTA
La nuova stagione inizia con il raggiungimento di un quarto di finale ad Auckland, superando Duque Mariño (6-2 2-6 7-5) e Kasatkina (7-5 2-6 7-5); tra le ultime 8, si arrende a Julia Görges in tre set (7-6(3) 2-6 4-6). A Hobart, batte la lucky loser Pauline Parmentier (7-6(1) 6-1) prima di arrendersi a Camila Giorgi (tds nº2) per 2-6 3-6.
Grazie a questo inizio di stagione positivo, il 18 gennaio ottiene la sua migliore posizione nel singolare WTA, la 56ª. 
Partecipa all'Australian Open, dove è opposta alla testa di serie nº5 Marija Šarapova: Nao viene nettamente sconfitta dalla russa, che le concede appena 4 games (1-6 3-6). A Dubai non passa le qualificazioni mentre a Doha è ammessa direttamente nel tabellone principale: al primo turno ha la meglio su Jaroslava Švedova in tre set (6-3 6(5)-7 6-3) mentre al round successivo si arrende alla futura campionessa Carla Suárez Navarro (2-6 0-6). In seguito, non centra nessun successo tra Kuala Lumpur, Indian Wells e Miami.
Nella stagione su terra, parte bene a Istanbul, dove coglie i quarti di finale da 6° testa di serie, battendo Yastermska e Jani; nei quarti, cede nettamente alla padrona di casa Çağla Büyükakçay. Dopo due deludenti uscite immediate a Norimberga e Parigi, si comporta bene a Bol, dove raggiunge la semifinale senza perdere set; nel penultimo atto, la giapponese viene fermata da Polona Hercog per 0-6 2-6.
Sull'erba, in tre tornei giocati ('s-Hertogenbosch, Maiorca e Wimbledon), raccoglie solo un successo in terra olandese (contro Vögele).
Sul cemento americano, ottiene il secondo turno a Stanford battendo Cepede Royg e soccombendo poi alla connazionale Misaki Doi (3-6 4-6). Si qualifica al suo primo Premier-5 in carriera a Montréal, superando Hozumi e Glushko nel tabellone cadetto; nel main-draw, perde malamente da Lucic-Baroni (2-6 0-6).
Sulla terra di Florianópolis, la nipponica raggiunge il terzo quarto stagionale in un International, eliminando Webley-Smith e Cepede Royg; tra le ultime 8, cede a Irina-Camelia Begu, con lo score di 2-6 4-6. La settimana dopo, gioca a Rio il torneo olimpico: riaffronta Begu, che stavolta riesce a battere per 6-4 3-6 6-3. Al secondo turno, tuttavia, Nao si arrende a Muguruza, con un doppio 1-6.
Nel prosieguo della stagione, la giapponese non figura bene nella tournée americana, non qualificandosi né per Cincinnati e né per New Haven; agli US Open, invece, perde subito da Kiki Mladenovic (4-6 5-7). 
La parte di stagione disputata in Asia comincia con un doppio impegno in quel di Tokyo, dove disputa sia l'International che il Premier: nel primo caso, cede all'esordio a Riske (2-6 4-6); nel secondo caso, è costretta a partire dalle qualificazioni: batte Xu (6-3 6-4) e Lee (6(3)-7 6-3 6-4) prima di arrendersi a Linette in due set, non centrando il main-draw.
In seguito, si ripresenta a Tashkent da campionessa in carica e da 4° testa di serie: la nipponica esordisce bene contro la wild-card locale Komola Umarova, battuta con un netto 6-3 6-1; al secondo turno, vince su Risa Ozaki, per 7-5 6-1. Ai quarti, Nao approfitta del ritiro della testa di serie nº6 Lesja Curenko, dopo aver ottenuto però il primo set al tie-break per 8-6. In semifinale, si sbarazza della ceca Allertová con il punteggio di 6-2 6-3, raggiungendo la finale per il secondo anno consecutivo. Nell'ultimo atto, trova un'altra ceca, Kristýna Plíšková: Hibino viene sconfitta in tre set, per 3-6 6-2 3-6. Continua la "maledizione di Tashkent", per la quale nessuna tennista, da quando il torneo è stato istituito nel 1999, è mai riuscita a vincere il trofeo per 2 volte. Tuttavia, assieme a Tuljaganova e Jovanovski, è quella che meglio si è comportata nella storia del torneo, con un titolo e una finale all'attivo. Chiude la stagione a Hong Kong, dove si arrende a Mladenovic al secondo turno.
Termina l'anno al nº84 del mondo.

### 2017 - 2 finali WTA in singolare; primo titolo in doppio
La tennista giapponese inizia l'anno con le qualificazioni di Auckland: si ferma al turno decisivo contro Rodionova, che la batte in tre set. Non passa le quali nemmeno a Hobart, mentre, all'Australian Open, si ritira nel corso del match di primo turno contro Sevastova. Non va meglio nei tre tornei successivi, quelli di Taipei, Doha e Dubai, dove si arrende sempre all'esordio. In virtù dei pessimi risultati colti finora, si presenta al WTA di Kuala Lumpur da nº106 del mondo. Al primo turno elimina Maryna Zanevs'ka per 7-5 4-6 6-2; al secondo turno, approfitta del walk-over di Elina Svitolina (nº 10 del mondo), approdando così ai quarti, dove supera Kerkhove in due parziali. In semifinale, batte la nº93 del mondo Magda Linette, con lo score di 2-6 6-4 6-4. Accede alla sua 3° finale WTA, la prima lontana da Tashkent: nella circostanza, si arrende alla qualificata Ashleigh Barty, con lo score di 3-6 2-6. Grazie al buon risultato, rientra nella top-100, in posizione nº81. Successivamente, non passa le qualificazioni né a Miami né a Indian Wells. Dopo un primo turno a Monterrey (dove perde da Boserup), raggiunge i quarti al WTA 125K di Zhengzhou, cedendo a Saisai Zheng (3-6 4-6).
Sulla terra, gioca una pessima stagione, perdendo al primo turno in tutti i tornei a cui prende parte (Istanbul, Rabat, Norimberga e Roland Garros) oltre a non passare le qualificazioni a Madrid e Roma. Anche sull'erba delude, uscendo all'esordio sia a Birmingham che a Wimbledon.
Subito dopo, prende parte al torneo di Nanchang: batte Zhang Kai-Lin per 6-2 3-6 6-3 mentre, al secondo turno, approfitta del ritiro di Kristýna Plíšková nel corso del primo set. Nei quarti, ha la meglio su Lu Jing-Jing (6-2 6-3). In semifinale, sconfigge la terza cinese incontrata sul suo percorso, Wang Yafan, con lo score di 6-0 6-2. Accede alla seconda finale stagionale, la quarta della carriera; nella circostanza, viene superata da Peng Shuai, nº32 del mondo, per 3-6 2-6. Grazie a questo buon risultato, risale nel ranking, posizionandosi al nº72 del mondo. Nello swing americano, il miglior risultato lo ottiene allo US Open dove, per la prima volta in carriera, vince un match all'interno di un main-draw slam: infatti, batte Bellis all'esordio (6-3 4-6 7-5) prima di perdere da Lucie Šafářová in tre parziali.
In Asia, parte con un primo turno a Tokyo e un secondo turno a Seul. A Tashkent, ottiene il peggior risultato in carriera in questo torneo, riuscendo ad arrivare solo al secondo turno, dove si arrende a Bondarenko (4-6 5-7). A Tianjin esce all'esordio, sconfitta da Christina McHale.
Chiude l'anno con la finale nell'ITF di Liuzhou, dove è costretta al ritiro contro Wang. Termina la stagione al nº 92 del mondo.
In doppio, ottiene il primo titolo della carriera a Monterrey assieme ad Alicja Rosolska, battendo in finale Jakupovič/Kičenok per 6-2 7-6(4). A Tashkent ottiene la seconda finale annuale assieme a Oksana Kalašnikova: le due cedono a Babos/Hlaváčková in due set.

### 2018 - annata negativa e uscita dalla top-100
Hibino inizia l'anno ad Auckland, dove cede subito a Hsieh (0-6 3-6). A Hobart non passa le quali mentre agli Australian Open si arrende all'esordio a Donna Vekić (5-7 3-6). A Taipei ottiene la prima vittoria del 2018 ai danni di Samantha Stosur (tds nº3, 7-6(6) 6-2) prima di essere fermata da Sabine Lisicki (4-6 1-6). Non passa le quali a Dubai (sconfitta subito da Giorgi) mentre a Monterrey esce di scena all'esordio contro Lesja Curenko in tre set. A causa degli scarsi risultati colti, esce dalla top-100 e decide di dedicarsi maggiormente al circuito ITF
In luglio, conquista l'ITF di Honolulu, battendo in finale Jessica Pegula (6-0 6-2).
In agosto, decide di riprendere la stagione WTA: dopo un secondo turno a Washington (dove lascia strada a Bencic con un walk-over), non passa le qualificazioni agli US Open (come non le aveva superate per il Roland Garros).
L'ultima parte di stagione è leggermente più positiva: ottiene il secondo turno a Hiroshima (dopo aver sconfitto Bouchard) e il primo nel Premier di Tokyo (dopo aver superato il tabellone cadetto). A Tashkent, batte nuovamente Bouchard (6-3 6-3) prima di soccombere a Schmiedlová. In quel di Hong Kong supera agevolmente le qualificazioni ed elimina Stosur al primo turno (doppio 6-3); la sua avventura si interrompe al round successivo, fermata da Elina Svitolina (nº5 del mondo) per 0-6 3-6. Chiude l'anno al Taipei OEC Open (WTA 125K) dove raggiunge i quarti, nei quali perde da Kumkhum (3-6 1-6).
Dopo questa stagione negativa, dove non centra nemmeno un quarto di finale WTA, termina l'anno fuori dalla top-100, in posizione nº119.

### 2019 - 2º titolo WTA sia in singolare che in doppio
Nao comincia l'annata provando le qualificazioni a Shenzhen e agli Australian Open: in entrambi i casi, viene eliminata prima del turno decisivo. Hibino viene poi chiamata dal Giappone per disputare il match contro la Spagna nel Gruppo Mondiale II di Fed Cup: vince il suo primo singolare contro Sara Sorribes Tormo (6-4 6-2) ma perde a sorpresa il suo secondo singolare contro Georgina García Pérez (3-6 6-1 1-6). Alla fine, le giapponesi risultano sconfitte per 3-2: dovranno disputare gli spareggi per non retrocedere. Riesce a passare le qualificazioni a Indian Wells, battendo Claire Liu e Sorana Cîrstea. Al primo turno, viene estromessa da Jennifer Brady (5-7 3-6). Dopo un secondo turno al WTA 125K di Guadalajara (sconfitta da Tatjana Maria), tenta le qualificazioni di Miami: sconfigge 2 top-100, Bouchard (4-6 6-0 6-4) e Linette (6-4 6-0), accedendo al main-draw, dove si arrende a una qualificata, Karolína Muchová (3-6 3-6). Nell'international di Monterrey, batte la wild-card locale Giuliana Olmos per 4-6 6-1 7-6(5) prima di cedere a Sachia Vickery (5-7 7-5 6(5)-7). In seguito, viene richiamata dal Giappone per disputare gli spareggi per non retrocedere nei gruppi zonali: nella sfida con l'Olanda, Hibino vince il suo singolare contro Bibiane Schoofs (6-1 6-2), contribuendo al 4-0 finale per le nipponiche.
Tenta le qualificazioni per il Roland Garros, dove è 12° testa di serie: batte in due set la wild-card Leonard e Richèl Hogenkamp, prima di cedere a Elena Rybakina nel turno decisivo. Neanche a Wimbledon riesce a qualificarsi, perdendo al primo turno da Fanny Stollár (per 10-8 al terzo set).
Nello swing sul cemento americano, viene eliminata al primo turno del Citi Open da Anna Kalinskaja. Né a Toronto e né agli US Open riesce a passare il tabellone cadetto: per la prima volta dal 2015, non riesce a giocare in nessun main-draw slam.
Da nº146 del mondo, prende parte al WTA di Hiroshima; al primo turno, affronta la giovane qualificata Leylah Annie Fernandez: in un match molto tirato, Nao ne esce vincitrice, con lo score di 6(2)-7 7-6(5) 7-5. Al secondo turno, trova la 6° testa di serie, Zarina Dijas, vincitrice del torneo nel 2017: Hibino approfitta del ritiro della sua avversaria sul 6-1 3-2, approdando al primo quarto di finale WTA stagionale. Nella circostanza, affronta Hsieh Su-Wei, tds nº1 e nº29 del mondo (nonché campionessa in carica): a sorpresa, Nao vince in due set, per 6-4 6-4, accedendo in semifinale. Nel penultimo atto, rimonta un set di svantaggio a Mihaela Buzarnescu, vincendo per 4-6 6-0 6-3. In finale, trova la connazionale Misaki Doi: Nao ha la meglio in due set (6-3 6-2), conquistando il secondo titolo WTA della carriera. Hibino stabilisce un particolare record: in tutte e 5 le finali del circuito maggiore raggiunte, ha sempre approfittato del ritiro o del walk-over di una sua avversaria nel percorso verso l'ultimo atto.
Grazie a questo titolo, scala il ranking WTA, salendo fino alla posizione nº 87. Gioca gli ultimi 2 tornei nel circuito maggiore a Tokyo e a Tianjin: nel torneo natio ha una wild card per il main-draw, ma perde subito da Varvara Flink (4-6 5-7). Nel torneo cinese, parte dalle qualificazioni, ma si arrende al secondo turno ad Arina Rodionova.
Termina l'anno appena fuori dalle prime 100 del mondo, al nº 102 del mondo.
In doppio, in coppia con Misaki Doi, conquista il titolo a Hiroshima, battendo Christina McHale/Valerija Savinych in finale. Nao è l'unica, nel 2019, che riesce a vincere lo stesso torneo sia in singolare che in doppio. Le ultime che erano riuscite nell'impresa sono state Halep e Mertens (2 volte) nel 2018.

### 2020
La tennista di Aichi inizia l'anno a Auckland, dove non riesce a passare le qualificazioni. Riesce, invece, a passarle agli Australian Open, battendo Liang, Yuan e Arruabarrena. Nel main-draw, vince il primo match in carriera a Melbourne contro Peng Shuai (4-6 7-6(6) 6-3), accedendo così al secondo turno; nella circostanza, perde da Maria Sakkarī (testa di serie nº22) in due set. Grazie a questo risultato, rientra tra le prime 90 del mondo. 
Si reca poi a Hua Hin, dove è accreditata dell'ottava testa di serie. Al primo turno elimina Arina Rodionova, per 7-6(5) 7-5; al secondo round, sconfigge la lucky loser locale Peangtarn Plipuech per 6-0 6-1. Ai quarti, affronta la prima testa di serie del torneo, Elina Svitolina, nº4 del mondo: a sorpresa, Nao vince in due set l'incontro (6-4 6-2), ottenendo la seconda vittoria in carriera su una top-10 (la prima effettivamente sul campo, l'altra era arrivata per walk-over) e la prima su una top-5. In semifinale, viene sconfitta da Leonie Kung (qualificata, nº283 del mondo) con lo score di 5-7 6-4 3-6. Grazie a questo risultato, risale nel ranking, portandosi al 71º posto. Ad Acapulco, raggiunge il secondo turno, dove cede a Leylah Fernandez (3-6 0-6). All'Challenger Series di Indian Wells (WTA 125K), dopo un bye all'esordio, si arrende a Shelby Rogers (3-6 0-6).
Da marzo ad agosto, il tennis è costretto a una pausa dovuta alla pandemia mondiale di COVID-19, che costringe all'annullamento di tutti i tornei (compreso Wimbledon) e al rinvio dei giochi olimpici di Tokyo al 2021.
Nao ritorna a competere al Western & Southern Open (straordinariamente giocato a New York), dove si arrende al primo turno delle qualificazioni a Ysaline Bonaventure. Agli US Open, la giapponese cede subito a Garbiñe Muguruza per 4-6 4-6, non sfruttando un vantaggio di 4-1 nel primo parziale. A settembre, disputa la parte di stagione riservata al rosso: a Roma non passa le qualificazioni, battuta subito dalla nº811 del mondo Melania Delai (6-4 3-6 4-6). A Strasburgo, esordisce contro l'8° testa di serie Sloane Stephens: vince in tre set, per 6-2 3-6 6-1. Nel secondo turno, elimina Zarina Dijas, con lo score di 7-5 6-3; ai quarti, batte l'ex campionessa del Roland Garros Jeļena Ostapenko per 7-6(2) 7-6(4), accedendo alla prima semifinale sulla terra della sua carriera. Nella circostanza, perde da Rybakina per 3-6 4-6. Chiude la stagione all'Open di Francia, dove supera Marta Kostjuk (6-4 6-0) prima di cedere a Ons Jabeur (testa di serie nº30) in due parziali.
Termina l'anno al nº73 del mondo.

### 2021 - uscita dalla top-100
Hibino apre l'anno all'Australian Open: batte in rimonta la wild card Sharma (2-6 6-3 7-5) prima di arrendersi a Kiki Mladenovic in due set. Al Phillip Island Trophy, è costretta al ritiro nel corso del match di primo turno contro Varvara Lepchenko, sul 3-6, 0-3. In seguito, raccoglie quattro sconfitte consecutive al primo turno tra Guadalajara, Monterrey, Miami e Charleston. Ritrova il successo nel WTA 250 di Charleston, approfittando del ritiro della connazionale Misaki Doi; al secondo turno, batte Francesca Di Lorenzo per 6-4 6-3, approdando al primo quarto di finale stagionale; nella circostanza, viene sconfitta dalla 1ª testa di serie Ons Jabeur in due set. Il resto della stagione su terra non regala particolari sussulti a Hibino, che centra solo due secondi turni a Madrid e Parigi come migliori piazzamenti. Anche l'erba è foriera di pochi risultati positivi per la giapponese: il miglior torneo giocato è quello di Wimbledon, dove elimina Bernarda Pera prima di soccombere ad Aljaksandra Sasnovič. Prende poi parte all'evento olimpico di Tokyo, sia in singolare che in doppio: in entrambe le specialità, esce di scena al primo turno. A Chicago viene battuta all'esordio da Alison Van Uytvanck. Stessa sorte le tocca agli US Open, dove cede al primo round a Fiona Ferro. Chiude la stagione con una sconfitta al primo turno a Indian Wells, patita contro Zarina Dijas.
Termina il 2021 al n°126 del mondo.

### 2022
Hibino inizia la stagione al Melbourne Summer Set 1, dove esce al primo turno contro Madison Brengle. All'Australian Open, supera i primi due turni di qualificazione; nella sfida per entrare nel main draw, viene sconfitta dall'italiana Bronzetti. Tuttavia, la giapponese viene ripescata come lucky loser nel tabellone principale: è nuovamente un'italiana a fermare la sua corsa, Martina Trevisan, con lo score di 2-6 3-6. Successivamente, non passa le qualificazioni per i tornei di Guadalajara e Monterrey.
Sulla terra, si ferma al turno decisivo delle quali del Roland Garros, cedendo a Irina Bara. Nel frattempo, Nao esce dalle prime 200 del mondo. Nel circuito ITF, raggiunge una semifinale e una finale a Chaing Rai. In luglio, si qualifica per il main draw del WTA di Amburgo, sconfiggendo Bonaventure e Hartono; al primo turno, si arrende alla qualificata romena Cadanțu. A Praga, viene ripescata come lucky loser: al primo turno, elimina con un doppio 6-2 Mihaela Buzǎrnescu mentre, al secondo round, prevale sulla top-20 Barbora Krejčíková (3-6 7-6(5) 6-3). Nel suo primo quarto WTA del 2022, è costretta al ritiro contro Nosková. 
Allo US Open, giunge per il terzo slam di fila all'ultimo turno di qualificazione: come negli altri tre casi, perde la partita decisiva per entrare nel main-draw, arrendendosi all'ucraina Shihur (1-6 4-6). Nel WTA '250' di Chennai, dopo aver superato il tabellone cadetto, batte Jana Fett (6-0 6-4) e la n°6 del seeding Wang (6-2 6-3), trovando il secondo quarto nel circuito maggiore dell'anno; nella circostanza, cede il passo a Katie Swan. Si qualifica per il main-draw del '1000' di Guadalajara come lucky-loser; al primo turno, viene eliminata da Martina Trevisan. Nel WTA '125' di Midland, raggiunge i quarti di finale, dove perde da Ann Li per 7-5 al terzo.
Termina la stagione al n°137 del mondo

### 2023 - 3º titolo WTA e rientro in top-100
Hibino inizia l'anno qualificandosi per il main-draw di Auckland, dove si arrende al primo turno a Danka Kovinić. All'Australian Open, partecipa al tabellone cadetto: batte al tie-break del terzo set sia Louisa Chirico che Mirjam Björklund, approdando al turno finale, dove cede alla spagnola Bucşa in due set. A Hua Hin, dopo aver eliminato Savinych, viene battuta da Marta Kostjuk; ad Austin, viene ripescata come lucky loser nel main-draw, dove perde subito da Anna Kalinskaja. Dopo non aver passato le quali per Indian Wells, riesce a qualificarsi al tabellone principale di Miami, sconfiggendo in due parziali Masarova e Fręch; nel main-draw, elimina Danka Kovinić con un duplice 6-3 prima di soccombere a Martina Trevisan (4-6 3-6). A Kashiwa, Nao vince il suo 9º titolo ITF (il primo dal 2018), superando la coreana Jang in finale.
Sulla terra, passa le qualificazioni sia a Roma che al Roland Garros, fermandosi poi al primo turno in entrambi i tornei. A Wimbledon, viene ripescata come lucky loser nel tabellone principale; al primo turno, perde da Alizé Cornet.
Dopo un primo turno a Varsavia, partecipa al WTA '250' di Praga: nelle qualificazioni, viene eliminata nell'ultimo turno dalla colombiana Arango. Viene però ripescata come lucky-loser, come le successe nel 2022: al primo turno prevale su Sara Errani (7-5 3-6 6-4) mentre al secondo round si impone su Hrunčáková (6-1 7-5). Nei quarti, lascia tre giochi alla ceca Martincová, qualificandosi per una semifinale WTA di questo livello per la prima volta dal 2020. Tra le ultime quattro, si impone su Jaqueline Cristian per 6-3 al terzo set, accedendo alla sua sesta finale WTA, la prima dal 2019. Nella circostanza, trova Linda Nosková, contro la quale fu costretta al ritiro nel match di quarti di questo torneo nel 2022; questa volta, Nao riesce a superare la ceca con lo score di 6-4 6-1, aggiudicandosi il terzo titolo WTA della carriera. Hibino è la seconda lucky loser ad aver vinto un torneo WTA 250 nel 2023, dopo Timofeeva a Budapest. Grazie a questa ottima settimana, la giapponese rientra in top-100, salendo fino alla posizione 84.
Allo US Open, viene sconfitta nel primo turno delle qualificazioni da Louisa Chirico. A Osaka e Tokyo, tornei di casa, non va oltre il primo turno. A Zhengzhou, passa il tabellone cadetto prima di arrendersi, al primo round, alla croata Vekić. A Nanchang, la giapponese raggiunge i quarti di finale grazie ai successi sulla n°1 del seeding Haddad Maia (7-6(2) 6-3) e sull'australiana Birrell. 

## Statistiche WTA

### Singolare

#### Vittorie (3)
| Legenda               | Legenda      |
| --------------------- | ------------ |
| Grande Slam (0)       |              |
| Ori Olimpici (0)      |              |
| WTA Finals (0)        |              |
| WTA Elite Trophy (0)  |              |
| Dal 2009 al 2020      | Dal 2021     |
| Premier Mandatory (0) | WTA 1000 (0) |
| Premier 5 (0)         | WTA 1000 (0) |
| Premier (0)           | WTA 500 (0)  |
| International (2)     | WTA 250 (1)  |

| N. | Data              | Torneo                        | Superficie | Avversaria in finale | Punteggio |
| 1. | 3 ottobre 2015    | Tashkent Open, Tashkent       | Cemento    | Donna Vekić          | 6-2, 6-2  |
| 2. | 15 settembre 2019 | Japan Women's Open, Hiroshima | Cemento    | Misaki Doi           | 6-3, 6-2  |
| 3. | 7 agosto 2023     | Prague Open, Praga            | Cemento    | Linda Nosková        | 6-4, 6-1  |

#### Sconfitte (3)
| Legenda               | Legenda      |
| --------------------- | ------------ |
| Grande Slam (0)       |              |
| Argenti Olimpici (0)  |              |
| WTA Finals (0)        |              |
| WTA Elite Trophy (0)  |              |
| Dal 2009 al 2020      | Dal 2021     |
| Premier Mandatory (0) | WTA 1000 (0) |
| Premier 5 (0)         | WTA 1000 (0) |
| Premier (0)           | WTA 500 (0)  |
| International (3)     | WTA 250 (0)  |

| N. | Data            | Torneo                       | Superficie | Avversaria        | Punteggio     |
| 1. | 1º ottobre 2016 | Tashkent Open, Tashkent      | Cemento    | Kristýna Plíšková | 3-6, 6-2, 3-6 |
| 2. | 5 marzo 2017    | Malaysian Open, Kuala Lumpur | Cemento    | Ashleigh Barty    | 3-6, 2-6      |
| 3. | 30 luglio 2017  | Jiangxi Open, Nanchang       | Cemento    | Peng Shuai        | 3-6, 2-6      |

### Doppio

#### Vittorie (3)
| Legenda               | Legenda      |
| --------------------- | ------------ |
| Grande Slam (0)       |              |
| Ori Olimpici (0)      |              |
| WTA Finals (0)        |              |
| WTA Elite Trophy (0)  |              |
| Dal 2009 al 2020      | Dal 2021     |
| Premier Mandatory (0) | WTA 1000 (0) |
| Premier 5 (0)         | WTA 1000 (0) |
| Premier (0)           | WTA 500 (0)  |
| International (2)     | WTA 250 (1)  |

| N. | Data              | Torneo                        | Superficie | Compagna           | Avversarie in finale               | Punteggio           |
| 1. | 9 aprile 2017     | Monterrey Open, Monterrey     | Cemento    | Alicja Rosolska    | Dalila Jakupovič Nadežda Kičenok   | 6-2, 7-6(4)         |
| 2. | 15 settembre 2019 | Japan Women's Open, Hiroshima | Cemento    | Misaki Doi         | Christina McHale Valerija Savinych | 3-6, 6-4, [10-4]    |
| 3. | 7 agosto 2023     | Prague Open, Praga            | Cemento    | Oksana Kalašnikova | Quinn Gleason Elixane Lechemia     | 6(7)-7, 7-5, [10-3] |

#### Sconfitte (4)
| Legenda               | Legenda      |
| --------------------- | ------------ |
| Grande Slam (0)       |              |
| Argenti Olimpici (0)  |              |
| WTA Finals (0)        |              |
| WTA Elite Trophy (0)  |              |
| Dal 2009 al 2020      | Dal 2021     |
| Premier Mandatory (0) | WTA 1000 (0) |
| Premier 5 (0)         | WTA 1000 (0) |
| Premier (0)           | WTA 500 (0)  |
| International (3)     | WTA 250 (1)  |

| N. | Data              | Torneo                  | Superficie  | Compagna           | Avversarie in finale               | Punteggio      |
| 1. | 30 settembre 2017 | Tashkent Open, Tashkent | Cemento     | Oksana Kalašnikova | Tímea Babos Andrea Hlaváčková      | 5-7, 4-6       |
| 2. | 4 febbraio 2018   | Taiwan Open, Taipei     | Cemento (i) | Oksana Kalašnikova | Duan Yingying Wang Yafan           | 6(4)-7, 6(5)-7 |
| 3. | 13 ottobre 2019   | Tianjin Open, Tientsin  | Cemento     | Miyu Katō          | Shūko Aoyama Ena Shibahara         | 3-6, 5-7       |
| 4. | 25 aprile 2021    | Istanbul Cup, Istanbul  | Terra rossa | Makoto Ninomiya    | Veronika Kudermetova Elise Mertens | 1-6, 1-6       |

## Circuito WTA 125

### Doppio

#### Sconfitte (2)
| N. | Data           | Torneo                        | Superficie  | Compagna           | Avversarie in finale                 | Punteggio        |
| 1. | 8 giugno 2024  | Makarska Open, Macarsca       | Terra rossa | Oksana Kalašnikova | Sabrina Santamaria Iryna Šymanovič   | 4-6, 6-3, [6-10] |
| 2. | 6 ottobre 2024 | Hong Kong 125 Open, Hong Kong | Cemento     | Makoto Ninomiya    | Monica Niculescu Elena-Gabriela Ruse | 3-6, 7-5, [5-10] |

## Statistiche ITF

### Singolare

#### Vittorie (9)
| Torneo $100.000 (0) |
| Torneo $80.000 (0)  |
| Torneo $75.000 (0)  |
| Torneo $60.000 (1)  |
| Torneo $50.000 (3)  |
| Torneo $40.000 (0)  |
| Torneo $25.000 (2)  |
| Torneo $15.000 (0)  |
| Torneo $10.000 (3)  |

| N. | Data              | Torneo                                                   | Superficie    | Avversaria in finale | Score         |
| 1. | 11 giugno 2012    | Tokyo Ariake International Ladies Open, Tokyo            | Cemento       | Mari Tanaka          | 6-0, 6-2      |
| 2. | 24 giugno 2012    | Mie International Women's Open Tennis, Prefettura di Mie | Erba          | Yurina Koshino       | 6–2, 0–6, 6–3 |
| 3. | 15 settembre 2012 | Yusa Open, Kyoto                                         | Sintetico (i) | Yuuki Tanaka         | 6–4, 2–6, 6–2 |
| 4. | 1º settembre 2013 | Sekisho Challenge Open, Tsukuba                          | Cemento       | Erika Sema           | 6-4, 7-6(2)   |
| 5. | 17 maggio 2015    | Kurume Best Amenity International Women's Tennis, Kurume | Erba          | Eri Hozumi           | 6-3, 6-1      |
| 6. | 19 luglio 2015    | Stockton Challenger, Stockton                            | Cemento       | An-Sophie Mestach    | 6-1, 7-6(6)   |
| 7. | 2 agosto 2015     | Fifth Third Bank Tennis Championships, Lexington         | Cemento       | Samantha Crawford    | 6-2, 6-1      |
| 8. | 16 luglio 2018    | Tennis Championships of Honolulu, Honolulu               | Cemento       | Jessica Pegula       | 6-0, 6-2      |
| 9. | 9 aprile 2023     | Kashiwa Open, Kashiwa                                    | Cemento       | Jang Su-jeong        | 6-4, 6-3      |

#### Sconfitte (5)
| Torneo $100.000 (1) |
| Torneo $80.000 (0)  |
| Torneo $75.000 (0)  |
| Torneo $60.000 (1)  |
| Torneo $50.000 (1)  |
| Torneo $40.000 (0)  |
| Torneo $25.000 (2)  |
| Torneo $15.000 (0)  |
| Torneo $10.000 (0)  |

| N. | Data             | Torneo                                       | Superficie | Avversaria in finale | Score               |
| 1. | 15 giugno 2014   | Fergana Challenger, Fergana                  | Cemento    | Nigina Abduraimova   | 3–6, 4–6            |
| 2. | 10 maggio 2015   | Fukuoka International Women's Cup, Fukuoka   | Erba       | Kristýna Plíšková    | 5–7, 4–6            |
| 3. | 17 novembre 2015 | ITF Tokyo Ariake Open, Tokyo                 | Cemento    | Zhang Shuai          | 4–6, 1–6            |
| 4. | 29 ottobre 2017  | Bank of Liuzhou Cup, Liuzhou                 | Cemento    | Wang Yafan           | 6–3, 4–6, 3–3, rit. |
| 5. | 12 giugno 2022   | Thailand ITF Women's Tennis Tour, Chiang Rai | Cemento    | Gao Xinyu            | 1-6, 6-1, 3-6       |

### Doppio

#### Vittorie (11)
| Torneo $100.000 (6) |
| Torneo $80.000 (0)  |
| Torneo $75.000 (0)  |
| Torneo $60.000 (1)  |
| Torneo $50.000 (1)  |
| Torneo $40.000 (0)  |
| Torneo $25.000 (1)  |
| Torneo $15.000 (1)  |
| Torneo $10.000 (1)  |

| N.  | Data              | Torneo                                                   | Superficie    | Compagna            | Avversarie in finale                      | Score            |
| 1.  | 15 settembre 2012 | Yusa Open, Kyoto                                         | Sintetico (i) | Emi Mutaguchi       | Miyu Katō Misaki Mori                     | 6-4, 6-3         |
| 2.  | 20 maggio 2013    | ITF NH NongHyup Goyang Women's Challenger Tennis, Goyang | Cemento       | Akiko Ōmae          | Yoo Mi Han Na-lae                         | 6-4, 6-4         |
| 3.  | 4 aprile 2015     | Chang ITF Thailand Pro Circuit Bangkok, Bangkok          | Cemento       | Miyu Katō           | Miyabi Inoue Akiko Ōmae                   | 6-4, 6-2         |
| 4.  | 2 agosto 2015     | Fifth Third Bank Tennis Championships, Lexington         | Cemento       | Emily Webley-Smith  | Nicha Lertpitaksinchai Peangtarn Plipuech | 6-2, 6-2         |
| 5.  | 30 ottobre 2016   | Internationaux Féminins de la Vienne, Poitiers           | Cemento (i)   | Alicja Rosolska     | Alexandra Cadanțu Nicola Geuer            | 6-0, 6-0         |
| 6.  | 20 ottobre 2018   | ITF Women's Circuit Suzhou, Suzhou                       | Cemento       | Misaki Doi          | Luksika Kumkhum Peangtarn Plipuech        | 6-2, 6-3         |
| 7.  | 17 agosto 2019    | Vancouver Open, Vancouver                                | Cemento       | Miyu Katō           | Naomi Broady Erin Routliffe               | 6-2, 6-2         |
| 8.  | 9 novembre 2019   | Shenzhen Longhua Open, Shenzhen                          | Cemento       | Makoto Ninomiya     | Sofia Šapatava Emily Webley-Smith         | 6-4, 6-0         |
| 9.  | 8 maggio 2022     | FineMark Women's Pro Tennis Championship, Bonita Springs | Terra verde   | Tímea Babos         | Vol'ha Havarcova Katarzyna Kawa           | 6-4, 3-6, [10-7] |
| 10. | 2 ottobre 2022    | Central Coast Pro Tennis Open, Templeton                 | Cemento       | Sabrina Santamaria  | Sophie Chang Katarzyna Kawa               | 6-4, 7-6(4)      |
| 11. | 23 giugno 2023    | Ilkley Trophy, Ilkley                                    | Erba          | Natalija Stevanović | Maja Chwalińska Jesika Malečková          | 7-6(10), 7-6(5)  |

#### Sconfitte (6)
| Torneo $100.000 (1) |
| Torneo $80.000 (0)  |
| Torneo $75.000 (0)  |
| Torneo $60.000 (1)  |
| Torneo $50.000 (2)  |
| Torneo $40.000 (0)  |
| Torneo $25.000 (2)  |
| Torneo $15.000 (0)  |
| Torneo $10.000 (0)  |

| N. | Data           | Torneo                                                      | Superficie  | Compagna           | Avversarie in finale                  | Score             |
| 1. | 5 maggio 2013  | Kangaroo Cup, Gifu                                          | Sintetico   | Riko Sawayanagi    | Luksika Kumkhum Erika Sema            | 4–6, 3–6          |
| 2. | 14 giugno 2014 | Fergana Challenger, Fergana                                 | Cemento     | Prarthana Thombare | Hiroko Kuwata Mari Tanaka             | 1–6, 4–6          |
| 3. | 11 aprile 2015 | Ahmedabad Open, Ahmedabad                                   | Cemento     | Prarthana Thombare | Peangtarn Plipuech Nungnadda Wannasuk | 3–6, 6–2, [10–12] |
| 4. | 25 luglio 2015 | FSP Gold River Women's Challenger, Sacramento               | Cemento     | Rosie Johanson     | Ashley Weinhold Caitlin Whoriskey     | 4–6, 6–3, [12–14] |
| 5. | 10 marzo 2018  | Zhuhai Open, Zhuhai                                         | Cemento     | Danka Kovinić      | Anna Blinkova Lesley Kerkhove         | 5–7, 4–6          |
| 6. | 29 aprile 2023 | Women's Pro Event at the Boars Head Resort, Charlottesville | Terra verde | Fanny Stollár      | Sophie Chang Yuan Yue                 | 3-6, 3-6          |

## Risultati in progressione
| Sigla | Risultato               |
| ----- | ----------------------- |
| V     | Vincitore               |
| F     | Finalista               |
| SF    | Semifinalista           |
| O     | Oro olimpico            |
| A     | Argento olimpico        |
| SF    | Bronzo olimpico         |
| QF    | Quarti di Finale        |
| 4T    | Quarto turno            |
| 3T    | Terzo turno             |
| 2T    | Secondo turno           |
| 1T    | Primo turno             |
| RR    | Round Robin             |
| LQ    | Turno di qualificazione |
| A     | Assente                 |
| ND    | Non disputato           |

| Legenda superfici    |
| -------------------- |
| Cemento              |
| Terra battuta        |
| Erba                 |
| Superficie variabile |

### Singolare
| Tornei del Grande Slam |      |      |      |      |      |      |      |      |      |      |
| Torneo                 | 2015 | 2016 | 2017 | 2018 | 2019 | 2020 | 2021 | 2022 | 2023 | V–S  |
| Australian Open        | A    | 1T   | 1T   | 1T   | Q1   | 2T   | 2T   | 1T   | Q3   | 2–6  |
| French Open            | A    | 1T   | 1T   | Q1   | Q3   | 2T   | 2T   | Q3   | 1T   | 2–5  |
| Wimbledon              | Q2   | 1T   | 1T   | A    | Q1   | ND   | 2T   | A    | 1T   | 1–4  |
| US Open                | Q3   | 1T   | 2T   | Q2   | Q2   | 1T   | 1T   | Q3   | Q1   | 1–4  |
| Vittorie-sconfitte     | 0–0  | 0–4  | 1–4  | 0-1  | 0-0  | 2-3  | 3-4  | 0-1  | 0-2  | 6–19 |

### Doppio
| Tornei del Grande Slam |      |      |      |      |      |      |      |         |         |       |
| Torneo                 | 2015 | 2016 | 2017 | 2018 | 2019 | 2020 | 2021 | 2022    | 2023    | V–S   |
| Australian Open        | A    | 1T   | 2T   | 1T   | 3T   | 2T   | 1T   | 2T      | A       | 5–7   |
| French Open            | A    | 2T   | 3T   | 2T   | 1T   | 1T   | 2T   | Assente | Assente | 5–6   |
| Wimbledon              | A    | 1T   | 1T   | A    | 1T   | ND   | 2T   | Assente | Assente | 1–4   |
| US Open                | A    | 3T   | 2T   | 3T   | 1T   | 1T   | 1T   | Assente | Assente | 5–6   |
| Vittorie-sconfitte     | 0–0  | 3–4  | 4–4  | 3-3  | 2-4  | 1-3  | 2-4  | 1-1     | 0-0     | 16–23 |